# Kičera (fiume)
La Kičera  (in russo Кичера?) è un fiume della Russia siberiana orientale, immissario del lago Bajkal. Scorre nel Severo-Bajkal'skij rajon della Repubblica Autonoma dei Buriati.
Il fiume scende dal versante settentrionale dei monti dell'Angara Superiore (Верхнеангарский хребет) e scorre in direzione sud-occidentale. Nei pressi dell'insediamento di tipo urbano di Kičera, il fiume è attraversato dalla ferrovia Baikal-Amur. La lunghezza del fiume è di 126 km, l'area del bacino di 2 430 km². Nello sfociare nel Bajkal, forma assieme all'Angara Superiore  un delta. La Kičera è navigabile per 18 km, dalla foce al canale Angarkan che la collega all'Angara Superiore.